# Mit offenen Karten (Roman)
Mit offenen Karten (Originaltitel Cards on the Table) ist der 20. Kriminalroman von Agatha Christie. Er erschien am 2. November 1936 im Vereinigten Königreich im Collins Crime Club und 1937 in den USA bei Dodd, Mead and Company. Die deutsche Erstausgabe wurde 1938 unter dem Titel Karten auf den Tisch in der Übersetzung von Marie Rieger im Talverlag (Leipzig, Wien) veröffentlicht. 1954 gab der Scherz Verlag eine Neuübersetzung von Hedwig von Wurzian heraus. 2016 wurde der Roman erneut übersetzt. Diese Übersetzung von Michael Mundhenk erschien im Atlantik Verlag Hamburg.
Es ermittelt Hercule Poirot in seinem 13. Roman gemeinsam mit Ariadne Oliver, Colonel Race und Superintendent Battle.

## Handlung
Auf einer Ausstellung von Schnupftabakdosen trifft Poirot auf Mr. Shaitana. Dieser sammelt nicht nur Tabakdosen, sondern auch unentdeckte Mörder. Diese Sammlung möchte er Poirot gerne zeigen und lädt ihn, gemeinsam mit drei weiteren Ermittlern, in seine Wohnung ein.
Die Gesellschaft wird durch die vier „Sammlerstücke“ vervollständigt. Nach dem Essen setzt man sich zum Bridge an zwei Tische in zwei Räumen, an den ersten Tisch die Verdächtigen, an den anderen die Ermittler. Shaitana setzt sich in einen Sessel im ersten Zimmer.
Nach einigen Stunden wollen Poirot und die anderen Mitspieler an seinem Tisch nach Beendigung der Partie aufstehen, während der andere Tisch noch mitten in einem Spiel ist. Sie möchten sich von Shaitana verabschieden, doch sie finden ihn erstochen in seinem Sessel. Da niemand den Raum betreten oder verlassen hat, muss der Mörder unter den vier „Sammlerstücken“ sein.
Bei den nun folgenden Ermittlungen stellt sich heraus, dass tatsächlich alle vier Personen in mysteriöse Todesfälle verwickelt waren. In Ermangelung materieller Spuren analysiert Poirot die Bridgeabrechnungen und es gelingt ihm, allein auf dieser Grundlage die Lösung des Falles abzuleiten: Dr. Roberts ermordete Shaitana, als er gerade Dummy (unbeschäftigter Partner der Alleinspielerin) war, weil dieser über seinen Mord an Mrs. und Mr. Craddock Bescheid wusste.

## Personen
Das Opfer
- Mr. Shaitana, ein Sammler seltener Dinge, einschließlich von Mördern, sehr reich und mysteriös

Die vier Ermittler
- Superintendent Battle, ein solider Offizier von Scotland Yard
- Colonel Race, ein stilvoller Geheimdienstagent
- Ariadne Oliver, eine Autorin populärer Kriminalromane
- Hercule Poirot, der berühmte belgische Privatdetektiv

Die vier Verdächtigen
- Dr. Roberts, ein erfolgreicher Arzt
- Mrs. Lorrimer, eine exzellente Bridgespielerin
- Major Despard, ein kühner Entdecker
- Anne Meredith, eine hübsche und mittellose junge Frau

Weitere Personen
- Rhoda Dawes, Annes reiche Freundin und Mitbewohnerin
- Mrs. Luxmore, deren Mann unter verdächtigen Umständen starb
- Miss Burgess, die treue Sekretärin von Dr. Roberts
- Elsie Batt, ehemaliges Hausmädchen von Mrs. Craddock, einer Patientin von Dr. Roberts
- Sergeant O’Connor, ein schöner, großer Polizist

## Kritiken
Das Times Literary Supplement vom 14. November 1936 stellt in seiner Kritik von Caldwell Harpur der Autorin wohlgesinnt fest, dass „Poirot wieder punktet und das im doppelten Sinne, ist es doch der zwanzigste Roman der Autorin. Eine Nebenrolle spielt eine Autorin von zweiunddreißig Kriminalromanen, die amüsant die Schwierigkeiten ihres Handwerkes beschreibt. Gerade Mrs. Christie sollte diese gut kennen, aber sie überwindet sie so gut, dass wir auf weitere Romane hoffen können.“
In The New York Times Book Review vom 28. Februar 1937 schließt Isaac Anderson: „Die Geschichte ist genial, aber es bleiben ein oder zwei lose Enden hängen, nachdem die Erklärung beendet ist. ‚Cards on the Table‘ gehört nicht zu Agatha Christies besten Arbeiten.“

## Bezüge zu anderen Werken
- Superintendent Battle (zu Beginn seiner Karriere Inspektor Battle) ermittelt in insgesamt fünf Romanen. Er hat seinen ersten Auftritt in Die Memoiren des Grafen. Ariadne Oliver trägt deutliche autobiographische Spuren und hat in diesem Werk ihren ersten Auftritt in einem Roman von Agatha Christie, nachdem sie 1932 schon in einer Kriminalgeschichte mit Parker Pyne mitspielte. Es folgen noch sechs weitere Romane. Die Figur des Colonel Race taucht auch in drei weiteren Romanen auf: Der Mann im braunen Anzug, Der Tod auf dem Nil und Blausäure.
- Im Kapitel 2, als Anne Meredith Poirot vorgestellt wird, sagt sie, dass sie ihn schon vom Fall Die Morde des Herrn ABC kenne.
- Im 23. Kapitel zeigt Poirot Rhoda ein Messer, mit dem zwölf Menschen jemanden erstochen haben und das ihm von einer Schlafwagengesellschaft überlassen wurde – ein Bezug zu Mord im Orient-Express.
- Anne Meredith kennt Ariadne Oliver von ihrem Buch Die Tote in der Bibliothek, dem Titel eines Romans, den Agatha Christie 1942, also später, veröffentlichte.
- In Die Morde des Herrn ABC erklärt Poirot gegenüber Hastings seine Idee von einem idealen Fall und stellt in der Tat die Handlung dieses Romans dar.
- Major Despard und Rhoda, nun seine Frau, treten wieder in dem Roman aus dem Jahr 1961 Das fahle Pferd auf, in dem auch Ariadne Oliver und Maude und Caleb Dane Calthrop (bekannt aus Die Schattenhand) eine Rolle spielen – das einzige Mal, dass Christie Verdächtige erneut auftreten lässt.

## Wichtige deutschsprachige und englischsprachige Ausgaben
- 1936 Collins Crime Club (London), 2. November 1936
- 1937 Dodd Mead and Company (New York) 1937
- 1938 deutsche Erstausgabe in der Übersetzung von Marie Rieger im Talverlag, Leipzig, Wien[4]
- 1954 Neuübersetzung von Hedwig von Wurzian im Scherz Verlag Bern[5]
- 2016 Neuübersetzung von Michael Mundhenk im Atlantik Verlag Hamburg[6]

## Hörbücher
- 2003 Mit offenen Karten (Tonträger). Gekürzte Fassung von Michelene Wandor. Aus dem Englischen von Renate Weitbrecht. Gelesen von Klaus Dittmann. Regie: Sven Stricker. Der Hörverlag (München)[9]

## Adaptionen für die Bühne und den Film

### Theaterstück (1981)
Der Roman wurde 1981 von Leslie Darbon für die Bühne adaptiert, ohne Poirot. Damit folgte man dem Trend Christies, bei ihren eigenen Adaptionen von Poirot-Romanen den Detektiv heraus zu schreiben, weil sie der Ansicht war, dass kein Schauspieler ihn erfolgreich spielen könnte.

### Agatha Christie’s Poirot
Der Londoner Fernsehsender „ITV“ adaptierte den Roman für seine Fernsehserie Agatha Christie’s Poirot mit David Suchet als Hercule Poirot und Zoë Wanamaker als Ariadne Oliver. Die Folge enthält wesentliche, aber interessante Abweichungen gegenüber dem Roman. Sie wurde in den USA im Dezember 2005 und im Vereinigten Königreich im März 2006 ausgestrahlt.